# Starogrčko kiparstvo
Grčko kiparstvo se može podijeliti na dva načina kiparskog djelovanja: arhitektonsko kiparstvo i slobodno kiparstvo. Arhitektonsko kiparstvo, redovito reljefno, sastavni je dio arhitekture jer je vezano uz arhitekturu. Slobodno kiparstvo nije vezano za prostor jer je kip tako izrađen da stoji slobodno u prostoru. Grčko kiparstvo možemo podijeliti na tri vremenska razdoblja: arhajsko (grčki archaios = prastar, drevan), klasično i helenističko kiparstvo.
- Arhajsko ili rano kiparstvo traje od 650. do 450. godine
- Klasično kiparstvo traje od 450. do 323. godine
- Helenističko kiparstvo traje od 323. do Kristova rođenja

Kiparstvo kod Grka zauzima mnogo važniju ulogu nego li arhitektura i slikarstvo. Jezgra hrama bio je kip božanstva oko kojeg se oblikovao prostor. Prostor nije zamišljen kao sastajalište vjernika nego kao božji hram. Ovdje je arhitektura okvir dok je kip središte (kod Egipćana i Mezopotamaca je kip bio samo dodatak arhitekturi). Prvi grčki kipovi bili su od drveta, a kasnije pretežno od mramora ili bronce. Glavni predmet grčkog kiparstva bilo je golo ljudsko tijelo.

## Arhitektonsko kiparstvo
Jedna od bitnih značajki grčke umjetnosti jest veza između arhitekture i kiparstva. Osim što su isticali dijelove arhitekture jasnim bojama, smještali su i brojne reljefe i skulpture, a s vremenom je ukrašavanje bivalo sve bogatije. 
Zabat je trokutasti dio hrama iznad arhitrava na pročelju koji je potpuno ispunjen plastikom. Već u najstarijim zabatnim trokutima pojedinačne skulpture se slažu jedna uz drugu tako da tvore jedinstvenu priču, a svaka skulptura je oblikovana u položaju koji odgovara mjestu u kojem će biti smještena.
To je najbolje prikazati kroz primjer zabata (timpanona) Zeusova hrama u Olimpiji (pokrajIna Elidija na sjevernoj obali grčke rijeke Alfeja) gdje je grčki kipar prikazao borbu Kentaura i Lapita, a sudac je Apolon. Reljefna kompozicija je prilagođena obliku timpanona tako da se položaj i postava likova postepeno mijenja od centralne vertikalne osi Apolona, preko sagnutih likova koji kleče do likova koji leže u uglovima. Medutim, proporcije i pokreti likova ostaju u okviru realističkog prikazivanja, te se tako ostvaruje ravnoteža između arhitekture, kadar koji se ne negira i kiparstvo koje se kompozicijski prilagođuje, da bi se ostvarila sloboda pokreta. Tako, npr. detalj jednog lika koji kleči pokazuje strogu geometrijsku kompoziciju. Vertikala tijela ravna se u dva oštra kuta nogu koje minimalno otvaraju volumen. Nabori haljine, djelomično stilizirani, prate liniju kompozicije, ali varirajući je u blagim krivuljama. Igra svjetlosti i sjene, nastala zbog lomljenja nabora i plitkih ureza, pregledna je, oštra, linearna u svom kretanju, te volumenu daje plošni karakter. Na detalju glave možemo uočiti kako se stilizirana kosa počinje oslobađati pri dodiru s masom ruke koja je realistički oblikovana u snažnom pokretu.
Na jednoj metopi(grč. metopon = čelo, pročelje, prednja strana, svijetli međuprostor između triglifa na dorskom frizu, triglifa = arhitektonski ukras na arhitravu ili drugoj kamenoj gredi grčkog dorskog hrama, trorez), s istog hrama, prikazan je Heraklo kako uz Ateninu pomoć drži nebeski svod dok mu Atlas donosi jabuke Hesperida. Kompozicija se sastoji od tri vertikale koje su međusobno povezane kratkim horizontalama. Pozadina je ravna, zatvorena i likovi, unatoč visokoj plastičnosti, ne prodiru u prostor jer su paralelni s pozadinom. Varijacija stavova (poluprofil) unosi u inače statičnu kompoziciju triju vertikala stanovito kretanje, koje, međutim, koči strogi profil glava. Površina je glatka, napeta, plitko zaobljeno izvlačenje anatomskih (anatomija = nauka o građi i sastavu tijela živih bića) detalja daje joj plastičnost (grč. plassein = tvoriti, oblikovati; vještina usavršavanja dijelova tijela u svrhu da im se dade ljepota i izrazitost; opći pojam za kiparstvo uopće). Nabori i kosa nisu stilizirani, već oblikovani kao velike zatvorene plohe, kojima se vertikalni obrisi - linije poklapaju s kompozicijom.
A na frizu dugačkom 160m i visokom jedan metar s unutrašnje strane predvorja na Partenonu nalazi se prikaz Panatenejskih svečanosti koje su izradili Fidija i njegovi učenici, između 440. i 437. godine pr. Kr. Povorka započinje u jugozapadnom dijelu i odvija se u dva smjera. Prema tome, konstruktivno najosjetljivije mjesto, gdje nosači preuzimaju teret krovne konstrukcije, prekriveno je reljefnim prikazom. Reljefni prikaz horizontalnim nizanjem siječe vertikalnu vezu konstrukcije i vizualno olakšava primanje tereta jer odvlači pogled u drugom smjeru. Odnos tereta i nosača ipak nije negiran, već samo prebačen, obogaćen reljefnom obradom, na pozadinu - gredu koja ostaje vidiljiva kao zatvorena ploha. Osobito je zanimljiv dio reljefa na kojemu su prikazani konjanici. Iako je riječ o niskom reljefu, likovi su razmješteni s osjećajem za prostornu orgAnizaciju plohe koja je ostvarena u tri plana. Na taj je načij neutralizirana zatvorenost i plošnost pozadine koja je potisnuta u dubinu i pretvorena u četvrti plan. Likovi se razlikuju po stupnju plastičnosti te u stavu kontraposta svojim položajem i kretnjama stvaraju valovitu, kružnu kompoziciju. goli lik s lijeve strane nalazi se u četvrprofilu, drugi lik u profilu, treći u poluprofilu prema natrag, pa je tako stvoreno prostorno valovito kretanje. Osim toga, kretanje nije samo nizanje na plohi zdesna nalijevo već i ubrnutom smjeru: vraćanje, kružno kretanje od lijevog lika prema nama do krajnjeg desnog, dakle ponovno kreće naprijed. Takav kružni koji kompoziciju otvara u prostor, obogačen je razlicitim usmjerenjem pogleda. Površina je glatka i mekana na golim tijelima i konjima, a slobodno naborana, pokrenuta u naborima haljine i kosi.

## Arhajsko kiparstvo
Za arhajskoga razdoblja egipatska umjetnost vrši direktan utjecaj na kiparstvo Grčke: ruke priljubljene uz tijelo, stilizirane frizure, pripijena odjeća istaknuta plitkim urezima. 
Zbog straha kipara da ne polome kamen, plitko klesane skulpture su izgledale izrazito ukočeno. Ali, za razliku od Egipćana, Grci tijela svojih "božanstava" ne stiliziraju, već što stvarnije žele prikazati ljudske mišiće i kosti. Stvarni napredak postižu i odvažnim šupljinama između udova – na egipatskim figurama nikad nema šupljina. 
Karakteristični kipovi ovog razdoblja su Kourosi i Kore. Kouros je prototip nagog mladića u stojećem položaju potpuno ispruženih ruku i smatra se da predstavlja boga Apolona. Kora je ženski par Kourosu, uvijek mlada i obučena, u stojećem položaju i ponekad u ruci drži voće ili kakav dar. Zamišljeni su na granici, ni ljudi ni bogovi i vjerojatno je to ideja fizičkog savršenstva i životnosti. Usne su im razvučene u lažni osmijeh (kriva linija usana, ali bez podizanja jagodica na obrazima) – tzv. arhajski osmijeh. 
Grčki kipari drže se zakona frontalnosti (slično kao i egipatski). Izražavaju dorski - 'muževni mentalitet'. U susretu s jonskim mentalitetom, postaju nježniji i kićeniji.

## Klasično kiparstvo
Grčko klasično kiparstvo dijeli se na tri vremenska razdoblja: klasično kiparstvo 5. stoljeća, klasično kiparstvo 4.stoljeća i helenističko kiparstvo. Svoj najljepši procvat grčko kiparstvo doživljava u drugoj polovici 5. st. pr. Kr. pod upravom Perikla u Ateni. To kiparstvo nazivamo klasičnim u najljepšem smislu te riječi jer je ono postiglo skladnu ravnotežu između realizma (vjernosti prirodi) i idealizma (težnje za uljepšavanjem), između mira i razigranosti, između razuma i osjećaja, između tijela i duha, između slobode i reda. Taj sklad stvorio je narod koji je znao što su prohtjevi i nagoni, ali ih je svjesno podvrgnuo redu i zakonu, skladu i ljepoti.

### Klasično kiparstvo 5. stoljeća
Među najljepše kipove ovog razdoblja spada remek-djelo zvano Thronus Ludovisi (Venerin tron). Na srednjem dijelu, na naslonu za leđa, prikana je Venera kako se rađa iz morske pjene, dvije službenice je prihvaćaju i pridržavaju joj ogrtač u koji se treba zaodjenuti. Na naslonima sa strane, za ruke, prikazana je žena u dvije svoje uloge: kao ozbiljna čuvarica domaćeg ognjišta ona se žrtvuje bogovima poput kakve svečenice, a s druge strane kao mlada gola djevojka koja svira na sviralu.
Klasično kiparstvo 5. stoljeća pr. Kr. najbolje se upoznaje preko umjetnosti tri glavna zastupnika toga razdoblja: Miron, Poliklet i Fidija. 
Od Mirona su sačuvana samo dva kipa ali stari ga grčki pisci slave za još dva kipa koja su značajnija, a to je Brončana krava (koja je mnogim piscima izgledala kao da je i živa i samo što ne zamuče) i Olimpijski trkač Ladas (koji od iscrpljenosti tek što nije izdahnuo). U dosta kopija sačuvano je njegovo djelo: Diskobolos (Bacač diska). Drugi njegov kip, sačuvan u kopijama, prikazuje Atenu i Marsija (Marsyas).
Drugi kipar koji se nadahnjivao u dorskom umjetničkom duhu bio je Poliklet. Najpoznatiji njegovi kipovi su: Dorifor (Kopljonoša), Diadumenos (Privezivač) i Ranjena Amazonka. Značajna novost koju je Poliklet uveo, bio je stav sa slobodnom nogom: težina tijela počivala je na jednoj napetoj nozi dok je druga neopterećena stala slobodno u prostoru - tzv. kontrapost. To stvara osjećaj lakoće, a ujedno taj kontrast stvara raznolikost i pojačava doživljaj napetosti i labavosti. Ta živost i kontrasti opažaju se inače na Doriforosovom tijelu: Volumen je zatvoren, tijelo počiva na desnoj nozi, a lijeva je oslobođena u iskoraku; desna je ruka spuštena i odgovara desnoj nozi, lijeva je uzdignuta, a horizontalne osi ramena, kukova, koljena, pokreću se raznoliko, a isto tako pokreću se te osi i u pravcu prema gore na raznolik način. Tako je ovaj kip čovjeka koji miruje, koji se lagano odmara, puniji pokretom i životom nego li čak i likovi koji su najviše razgibani. Uz to, ovaj je lik duševnim izrazom skladan i daje dojam umnog i uravnoteženog čovjeka, pa predstavlja utjelovjenje klasičnog - antiknog ideala: mens sana in corpore sano. Ovaj kip Doriforosa od Polikleta mnogi su Grci nazivali "grčki kanon" - kiparsko pravilo, jer su postignute idealne proporcije ljudskog tijela: u tijelu ima, osim glave, još šest njezinih dužina. Usprkos kiparskog pravila i racionalnosti, kip je skladno djelo, koje nije nastalo samo od računanja nego od pravog umjetničkog osjećaja.

Najznačajniji lik u grčkoj klasičnoj umjetnosti 5. stoljeća pr. Kr. svakako je kipar Fidija. Njegova su djela nejednolika: od zlata i bjelokosti izradio je veličanstveni kip božice Atene u Partenonu, koja je u ruci držala lik Pobjede u naravnoj veličini, dok su na dijelovima odjeće, oklopa, kacige i štita izvedeni razni reljefni ukrasi. Za Zeusov hram u Olimpiji izradio je kip Zeusa Olimpijskog. Zna se da je Fidija upravljao izradom kipova na Partenonu. Iako ih sve nije sam izradio, to mu je donijelo vječnu slavu. Oko glavne prostorije pružao se 150 m dugi kameni friz koji je prikazivao svečani ophod prigodom blagdana Panateneia. U povorci atenske žene i djevojke nose novo izvezeni peplos (ženska haljina) na dar božici Ateni, a u pratnji za njima idu gradski službenici, konjanici, mladići sa žrtvenim volom itd. Izvana, na frizu iznad stupova, bile su izrađene 92 metope (oko 120 kvadratnih metara reljefne površine) koje su prikazivale pobjede Atenjana (atenskog junaka Tezeja nad Kentaurima i Amazonkama), a dijelom borbe bogova s gigantima. Na istočnom timpanonu bilo je prikazano: Rođenje Atene (iz Zeuseove glave), a na zapadnom: Pobjeda Atene nad Posejdonom. U cjelini uzeti, ovi kiparski radovi predstavljaju vrhunac vjerskog i prirodnog prikazvanja ljudi i životinja, golog tijela i odijela, mirnog stava i pokreta. Ipak, Fidija nigdje nije ostao na samom vjernom prenošenju stvarnosti, jer je to uvijek preobražena stvarnost. On je znao izabrati ono što je značajno i bitno, što je plemenito i veliko, i to na neupadan, nenametljiv način izraziti u mramoru. Iz čitavog kiparskog niza odiše slobodni duh i smisao za ljepotu, religiozno strahopoštovanje pred božanskim i divljenje pred ljudskim vrijednostima.

### Klasično kiparstvo 4. stoljeća
Za umjetnost 4. stoljeća značajna je zamišljenost i težnia grčkog umjetnika za ljupkom ljepotom. Kipovi božanstva nisu više uzvišena nepristupačna bića kako je to bio slučaj u 5. stoljeću nego postaju sličniji običnom čovjeku. Osjeća se da je Grčka, odnosno Atena, iscrpljena neprestanim ratovanjima a misaoni razvoj i filozofska kritika više se zanosila rodoljubljem nego narodnom religijom. Klasično kiparstvo 4. stoljeća pr. Kr. najbolje se upoznaje preko umjetnosti tri glavna zastupnika toga razdoblja: Praksitel, Skopas i Lizip. 
Najveći umjetnik 4. stoljeća je Praksitel. Njegov najslavniji kip, koji je sačuvan u originalu, je: Hermes s malim Dionizom. Umjetnik je prikazao Hermesa posve gola. Da postigne što veći izraz odmaranja, on je nagnuo tijelo da se jednim dijelom oslanja na stranu, pa se njegova os povija u oblik es (slova S) krivulje. Kip nije sačuvan u cijelosti pa ne znamo zasigurno što radi Hermes: vjerojatno pokazuje grozd malom Dionisu koji prema njemu pruža rucice da ga dohvati. Najljepši dio kipa jest Hermesova glava koja se s ljubavlju i zamišljeno okreće prema djetetu. Taj izraz, pun duševnosti, postignut je istaknutim čelom i očima smještenim dublje nego inače u stvarnosti. Kosa je prikazana izvanredno prirodna i meko i njezina površina, puna sjene, jako ističe glatkoću kože koja kao da diše. Druga kiparska djela Prakistela bila su Afrodita Knidska, Apolo Sauroktonso, itd.
Iako Skopas potiče s jednog od jonskih otoka zastupa dorski ideal ljepote. Radio je hram u Tegeji i ukrasio ga reljefima na njegova dva timpanona. Od toga su ostala samo tri ljudske glave i glava vepra. Prema tim ostacima možemo uočiti da je Skopas, prvi među u grčkim umjetnicima, znao na licu izraziti strast I zanos. Za atenski Areopag (Aresov brežuljak) izradio je dvije pijane Bahantkinje. Od Mauzoleja u Halikarnasu, njegovog najvećeg djela, ostalo je vrlo malo. Ipak možemo istaknuti da je on prvi među Grcima izradio portret barbarina Mauzola. Još su mu sačuvani u kopijama kipovi kao Herkul, Palatinski Apolon, Ares, Nioba i njezine kćeri.
Lizip je bio dvorski kipar Aleksandra Velikoga i izradio je znatan broj portreta tog vladara. Rodom je s Peloponeza. Radio je većinom u bronci i pretežno muške lipove. Najpoznatiji mu je lik: Apoksiomenos. U starini su slavili njegov kip koji je prikazivao Zeusa, visokog 12 metara, načinjen prema Homerovom pjevanju da se Olimp trese kod Zeus nabere svoje obrve (Taj kip bio je najveci grčki kip dok Lizipov učenik Hares nije izradio Rodosova kolosa: Apolona, koji je bio visok 35 metara).

## Helenističko kiparstvo
Helenizam je opći naziv za one kulture koje su nastale izvan granica grčke države ali pod grčkim utjecajem. Helenistička kultura nastala je poslije smrti Aleksandra Velikoga koji je na Sredozemlje, prednju Aziju i sjeveroistočnu Afriku uveo grčki duh i grčki jezik.
Tri glavna središta helenističke umjetnosti su: Egipat, Antiohija i Rod te Pergam. U Egiptu se za vrijeme helenizma pojavljuju portreti, najčešće vladara a zatim i uglednijih osoba. Ponekad kipar idealizira lik ali redovito se ide za realističnijim prikazivanjem osobnih crta. Tako je poznat portret Seneke.
Na kopnu Male Azije, posebno u Antiohiji i Rodosu, helenistički kipari također su nastavili slavu grčke klasike. Možda su najvažniji helenistički kipovi Miloska Venera i Nika sa Samotrake, koji se danas čuvaju u Louvre-u. Drugo poznato djelo, pronađeno u Rimu u 16. st. je Laokontova skupina.
Iz Pergamonskog kiparstva sačuvani su najreprezentativniji likovi helenističke umjetnosti. Od brončanih kipova sačuvale su se u Rimu neke mramorne kopije, kao Gal na umoru i Samoubojstvo Gala. Na frizu Zeusova žrtvenika, dugom 120 metara (danas se u muzeju u Berlinu nalazi se rekonstrukcija na koju su montirani originalni reljefi) bila je prikazana Gigantomahija (borba bogova s Gigantima).

## Poveznice
- Umjetnost stare Grčke
- Grčki hram
- Slikarstvo stare Grčke

## Vanjske poveznice
- Grčka skulptura  Arhivirana inačica izvorne stranice od 9. rujna 2010. (Wayback Machine)
- Klasična skulptura (engl.)  Arhivirana inačica izvorne stranice od 24. ožujka 2016. (Wayback Machine)